# Ranulf Higden
Ranulf Higden [també escrit Higdon o Hikeden] (Oest d'Anglaterra, 1280 - Chester, a Cheshire, 12 de març de 1364), monjo i cronista anglès recordat pel seu Polychronicon, una recopilació de gran part del coneixement de la seva època.
Després de fer vots monàstics el 1299, Higden va entrar a l'abadia de St. Werburgh, una comunitat benedictina de Chester. La seva policromia va ser una història universal des de la creació fins als seus propis temps. Modelant els seus set llibres en els set dies de la Creació, va explicar la geografia mundial i una història universal del món, a partir d'una compilació d'uns 40 fonts. El propi Higden va portar el treball fins a la dècada de 1340; els continuadors van treballar en la policromia durant el regnat de Richard II (1377–99). Una de les majors contribucions a la historiografia del Polychronicon fou el seu germinal potencial. Hygden va fer servir el simbolisme numèric i la literatura iconogràfica per a donar-li significat. La manera en què fou escrit aquest llibre va deixar la seva influència en la forma i el contingut de les obres dels cronistes del segle xiv. Tot i que està escrit per registrar miracles i esdeveniments sobrenaturals, el treball proporciona una referència significativa del coneixement històric, geogràfic i científic del segle xiv. Higden va escriure moltes altres obres, totes de caràcter teològic.